# 埃尔姆·德维利尔斯
埃尔姆·德维利尔斯（Elme de Villiers，1993年3月11日—），南非女子羽毛球運動員。

## 簡歷
2013年8月，埃尔姆·德维利尔斯代表南非出戰在毛里裘斯羅斯希爾舉行的非洲羽毛球錦標賽，贏得團體冠軍及女雙季軍。

## 主要比賽成績
只列出曾進入準決賽的國際賽事成績：
| 年份   | 賽事                                     | 公開賽級別 | 項目     | 搭檔              | 成績   |
| ------ | ---------------------------------------- | ---------- | -------- | ----------------- | ------ |
| 2013年 | 非洲羽毛球錦標賽                         | 其他       | 混合團體 | －                | 冠軍   |
| 2013年 | 非洲羽毛球錦標賽                         | 其他       | 女子雙打 | 桑德拉·勒格兰其   | 季軍   |
| 2013年 | 毛里裘斯羽毛球國際賽                     | 未來系列賽 | 女子雙打 | 桑德拉·勒格兰其   | 冠軍   |
| 2013年 | 南非羽毛球國際賽                         | 未來系列賽 | 女子單打 | －                | 準決賽 |
| 2013年 | 南非羽毛球國際賽                         | 未來系列賽 | 女子雙打 | Sandra Halilovic  | 冠軍   |
| 2014年 | 非洲羽毛球錦標賽                         | 其他       | 混合團體 | －                | 冠軍   |
| 2014年 | 非洲羽毛球錦標賽                         | 其他       | 女子雙打 | 珍妮弗·弗莱       | 季軍   |
| 2014年 | 毛里裘斯羽毛球國際賽                     | 國際系列賽 | 女子雙打 | 格雷斯·加布里埃尔 | 季軍   |
| 2014年 | 博茨瓦納羽毛球國際賽                     | 國際系列賽 | 女子單打 | －                | 準決賽 |
| 2014年 | 博茨瓦納羽毛球國際賽                     | 國際系列賽 | 女子雙打 | 格雷斯·加布里埃尔 | 冠軍   |
| 2015年 | 全非運動會羽毛球比賽 暨 非洲羽毛球錦標賽 | 其他       | 混合團體 | －                | 亞軍   |
| 2016年 | 南非羽毛球國際賽                         | 國際系列賽 | 女子單打 | －                | 準決賽 |
| 2016年 | 南非羽毛球國際賽                         | 國際系列賽 | 女子雙打 | 桑德拉·勒格兰其   | 亞軍   |

| 2007-2017年 | 首要超級賽 | 超級賽 | 黃金大獎賽 | 大獎賽 | 國際挑戰賽 | 國際系列賽 | 未來系列賽 | 其他 |

| 2018-2026年 | 總決賽 | 超級1000賽 | 超級750賽 | 超級500賽 | 超級300賽 | 超級100賽 | 國際挑戰賽 | 國際系列賽 | 未來系列賽 | 其他 |